# Æneas Mackay
Æneas, baron Mackay (29. listopadu 1838 Nijmegen – 13. listopadu 1909 Haag) byl nizozemský politik, předseda vlády Nizozemska v letech 1888–1891. V nejvyšší exekutivní funkci strávil 3 roky, 4 měsíce a 1 den. Byl představitelem konzervativní Antirevoluční strany a prvním straníkem v křesle nizozemského premiéra. Ve svém kabinetu působil též jako ministr vnitra a ministr kolonií. Byl předsedou dolní komory parlamentu v letech 1884–1885 a 1901–1905.

## Život
Narodil se ve šlechtické rodině skotského původu. Vystudoval práva na univerzitě v Utrechtu. Absolvoval roku 1862. Poté pracoval jako právník. V roce 1873 se stal soudcem.
V roce 1876 byl prvně zvolen do sněmovny (jejím členem v letech 1876–1886, 1886–1888 a 1892–1905). V roce 1884 byl zvolen jejím předsedou. Poté, co pravice získala parlamentní většinu ve všeobecných volbách v roce 1888, byl pověřen sestavením kabinetu a sám se postavil do jeho čela. Klíčovým problémem jeho vlády bylo školství. Prosadila zákon, který zrovnoprávnil tzv. konkrétní školy (třetí specifický typ škol vedle soukromých a veřejných, v jejichž čele stojí na vládě nezávislá rada, ale škola přesto čerpá vládní prostředky). Roku 1891 neprošel sněmovnou návrh zákona týkající se vojenské organizace, proti kterému se postavilo mnoho katolíků, a vláda 21. srpna 1891 musela rezignovat.
V roce 1901 odmítl účast v kabinetu Abrahama Kuypera. Ve stejném roce byl zvolen na další funkční období předsedou dolní komory a byl jím až do roku 1905. V roce 1894, když se Antirevoluční strana štěpila, sice podpořil v parlamentu návrhy odbojné skupiny vedené Alexanderem de Savorninem Lohmanem, ale do jeho nově vzniklé Křesťansko-historické strany (Christelijk-Historische Partij) nevstoupil. V posledních letech svého života byl členem Státní rady.
Oficiální stránky nizozemského parlamentu ho označily za politika "skromného, až bázlivého". Nebyl považován za zdatného řečníka a kontaktu s voliči se spíše vyhýbal.